# Manduca eurylochus
Manduca eurylochus är en fjärilsart som beskrevs av Philippi 1860. Manduca eurylochus ingår i släktet Manduca och familjen svärmare. Inga underarter finns listade i Catalogue of Life.